# PRCD
 Белок прогрессирующей палочко-колбочковой дегенерации  — белок в организме человека, который кодируется  геном PRCD. 
Этот ген преимущественно экспрессируется в сетчатке, а мутация в этом гене является причиной аутосомно-рецессивной дегенерации сетчатки у человека и собак. Матричная РНК это гена подвергается альтернативному сплайсингу и существует в нескольких вариантах.